# New beat
New beat is een muziekstijl die behoort tot de dancestroming. New beat kwam voort uit electronic body music (EBM) en was een voorloper van de Europese techno. Het genre leefde vooral in België aan het eind van de jaren 1980. Hoewel deze periode slechts kort duurde, heeft deze de basis gelegd voor de dancescene van België.
New beat ontstond uit een mengeling aan stijlen, van filmmuziek, etno-beat en obscure B-kanten tot de electronic body music van groepen zoals Front 242, Nitzer Ebb en The Neon Judgement, naast andere newwaveartiesten zoals Fad Gadget, Public Relation, Gary Numan en Anne Clark. Het genre wordt daarom doorgaans gezien als een overgang van de new wave uit de jaren 80 naar de eurohouse van de jaren negentig. 
Kenmerkend voor new beat waren het trage tempo (90 tot 120 bpm), de zware bassen en de vaak seksueel expliciete teksten, hoewel er ook een no sex, no drugs-richting was. 

## Geschiedenis
New beat ontstond in België aan het eind van de jaren 1980. Het genre was toevallig ontstaan toen verschillende toonaangevende dj's, die voorheen in de Belgische Popcorn Oldies-dancescene de routine hadden om platen soms zelfs extreem te pitchen om ze zo in een set te laten passen, deze techniek ook op de toen nieuwe pop, rock en electropop toepasten. Het verhaal is dat het nummer Flesh van A Split-Second in 1987 door Marc Grouls in de club Boccaccio per ongeluk op 33 toeren werd gedraaid. Het publiek reageerde enthousiast en een nieuw genre was geboren.
Vanaf 1987 groeide New Beat snel aan populariteit. Vele discotheken organiseerden New Beat avonden. In korte tijd werden er honderen singles geproduceerd. Grote hits waren Rock To The Beat van 101, Acid Queen van Major Problem, Acid-New Beat van Tribe 22, Belgian Musictrain van Cold Sensation, Acid Rock van Rhythm Device, Warbeat van de Bassline Boys, The Sound of C van de Confetti's, Tanzen van Tragic Error en I Sit on Acid van Lords of Acid. 
Diverse artiesten sprongen op new beat om er een graantje van te kunnen meepikken. Zo maakte Plastic Bertrand de track Slave To The Beat. In 1989 ging het snel bergafwaarts. De markt werd overspoeld met slechte platen en het publiek raakte verveeld. Een van de symbolen van het verval was de remix die zanger Rocco Granata liet maken van zijn oude hit Marina. Toen producer Jo Bogaert in de nazomer van dat jaar met zijn hit Pump Up the Jam van Technotronic het Belgische dancegeluid gaat bepalen, was het tijdperk van new beat voorbij. Toch is er een blijvende erfenis. De Belgische dancescene, met labels als R&S Records, ontwikkelde zich grotendeels uit new beat. Ook diverse Belgische danceproducers hebben hun oorsprong in de newbeat-scene.
Later werd de invloed van techno en acid house op de muziek groter en ontwikkelde de stijl zich verder als hardstyle en hardcore, harddance en eurodance. New Beat droeg bij aan de ontwikkeling van subgenres of opvolgergenres, hard beat en skizzo, met bijvoorbeeld Mörder van ZAG (1989), Also Sprach Zarathustra van Bingo! (1989) I Want You ! van The Concrete Beat (1989), Europe van Christine D. (1989) en Do That Dance van The Project (1990). 
Anno 2016 was new beat aan een revival bezig. Diverse artiesten legden zich toe op het produceren van nieuwe newbeatmuziek, nog steeds gebaseerd op het trage tempo, maar met nieuwe invloeden. Enkele namen uit deze nieuwe lichting waren Q'pNz, Xerosorex, Shimanski Beats, Jack Matthew Tyson en Köner.

## Artiesten
Artiesten die hun oorsprong hebben in de new-beat-scene:
- Praga Khan
- Confetti's
- Lords of Acid
- Olivier Abbeloos
- Patrick De Meyer
- Phil Wilde
- Serge Ramaekers
- Acts Of Madmen
- Nux Nemo
- Zsa Zsa Laboum
- Tribe 22
- 101
- Rhythm Device
- ZAG
- Bazz
- Bassline Boys
- Bingo!
- HNO3
- Agaric
- The Project
- The Concrete Beat
- Edwards & Armani
- T99
- Cold Sensation
- Dirty Harry
- The Maxx
- In-D